# Oscar-Auguste Roux
Oscar-Auguste Roux, francoski general, * 1869, † 1944.